# Roc de la Feixa (Herba-savina)
El Roc de la Feixa és una cinglera del terme municipal de la Conca de Dalt, a la comarca del Pallars Jussà, a l'antic terme d'Hortoneda de la Conca, en territori del poble d'Herba-savina.
Està situat al nord d'Herba-savina, al vessant meridional de la Serra de Pessonada, en el seu extrem oriental. És, de fet, la mateixa paret vertical de la Serra de Pessonada, a migdia del Pas del Banyader i de l'Espluga de l'Ordial.